# Furano
Furano (japanska: 富良野市?, Furano-shi) är en stad på Hokkaidō, och är belägen i subprefekturen Kamikawa som tillhör Hokkaidō prefektur i Japan. Staden fick stadsrättigheter 1966. Furano är känt för sina lavenderfält och för Furano Ski Resort som ligger alldeles utanför stadens centrum.

## Galleri

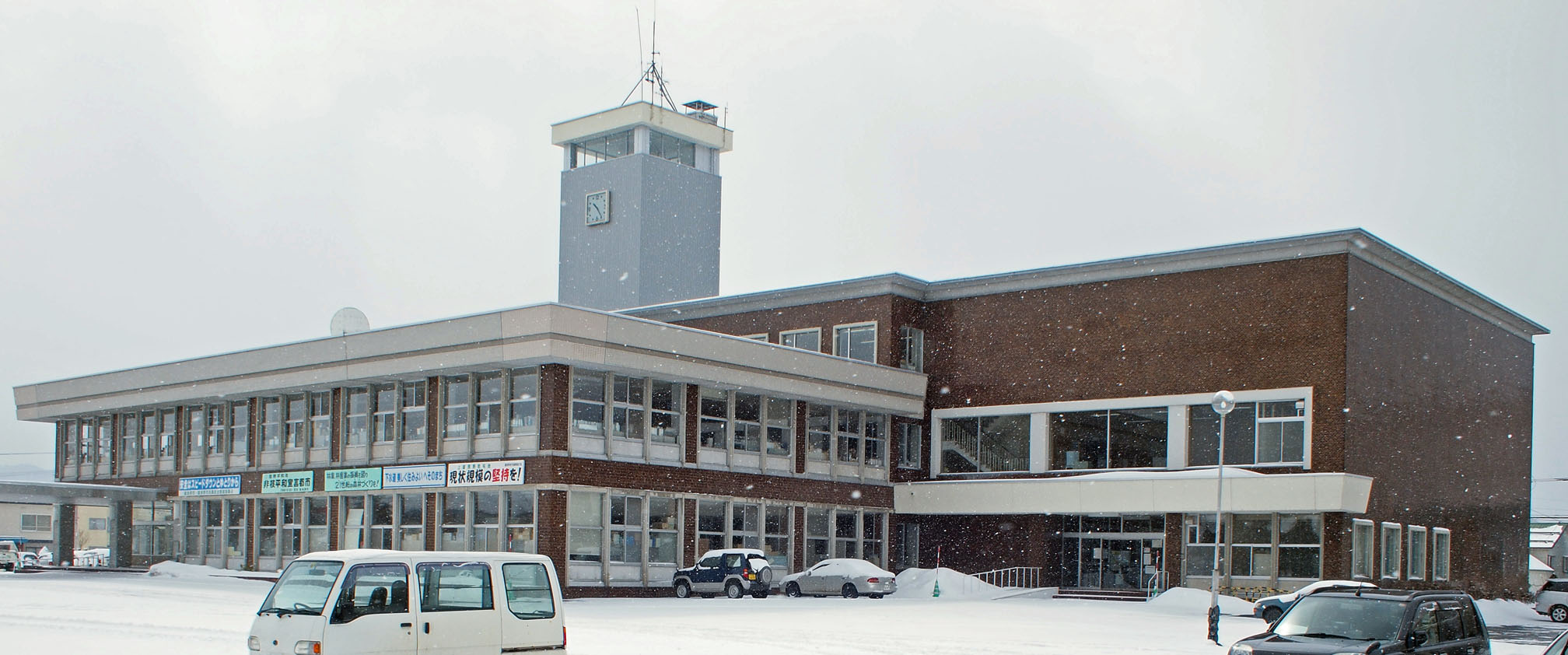
Stadshuset
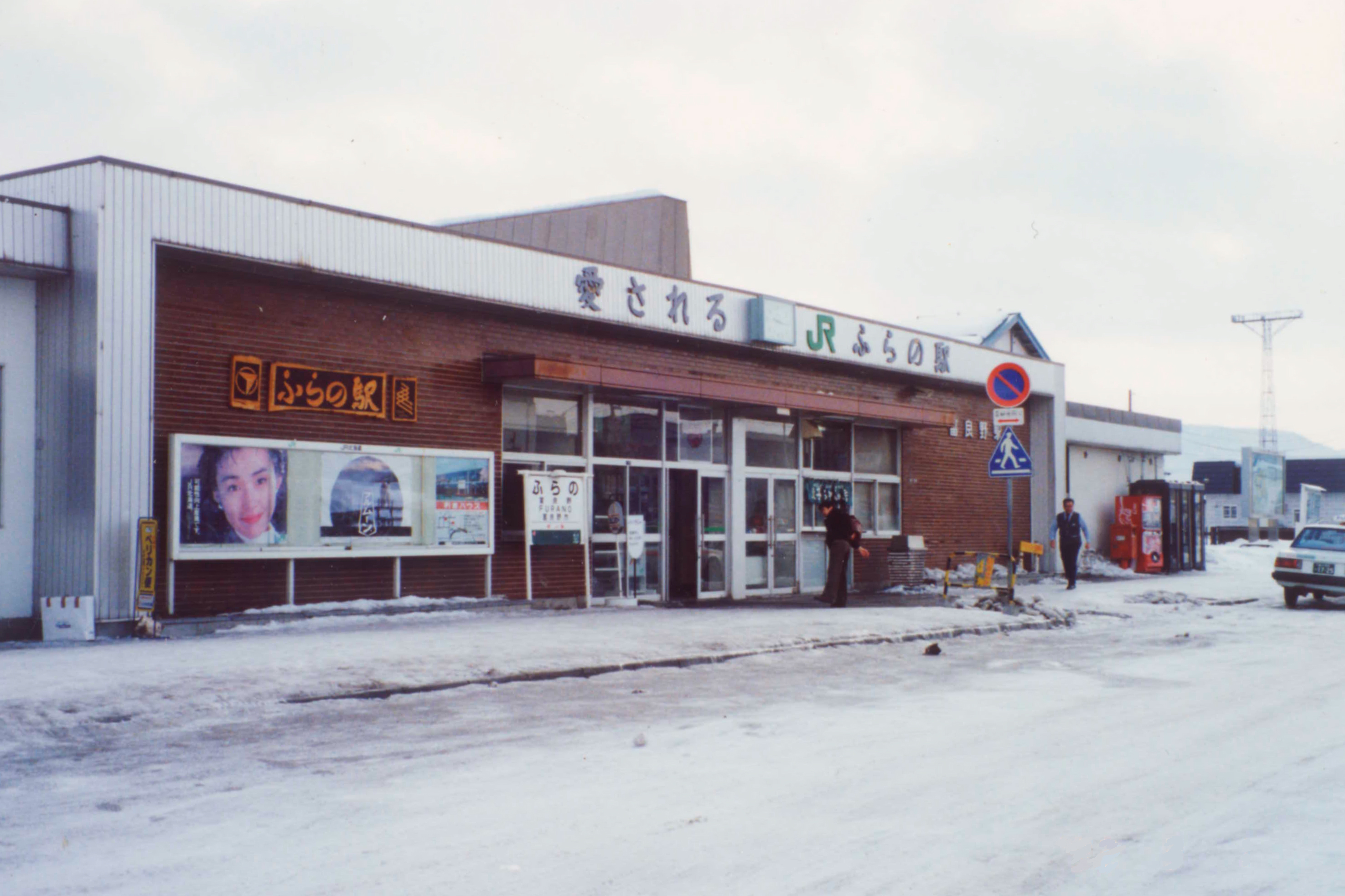
Järnvägsstation
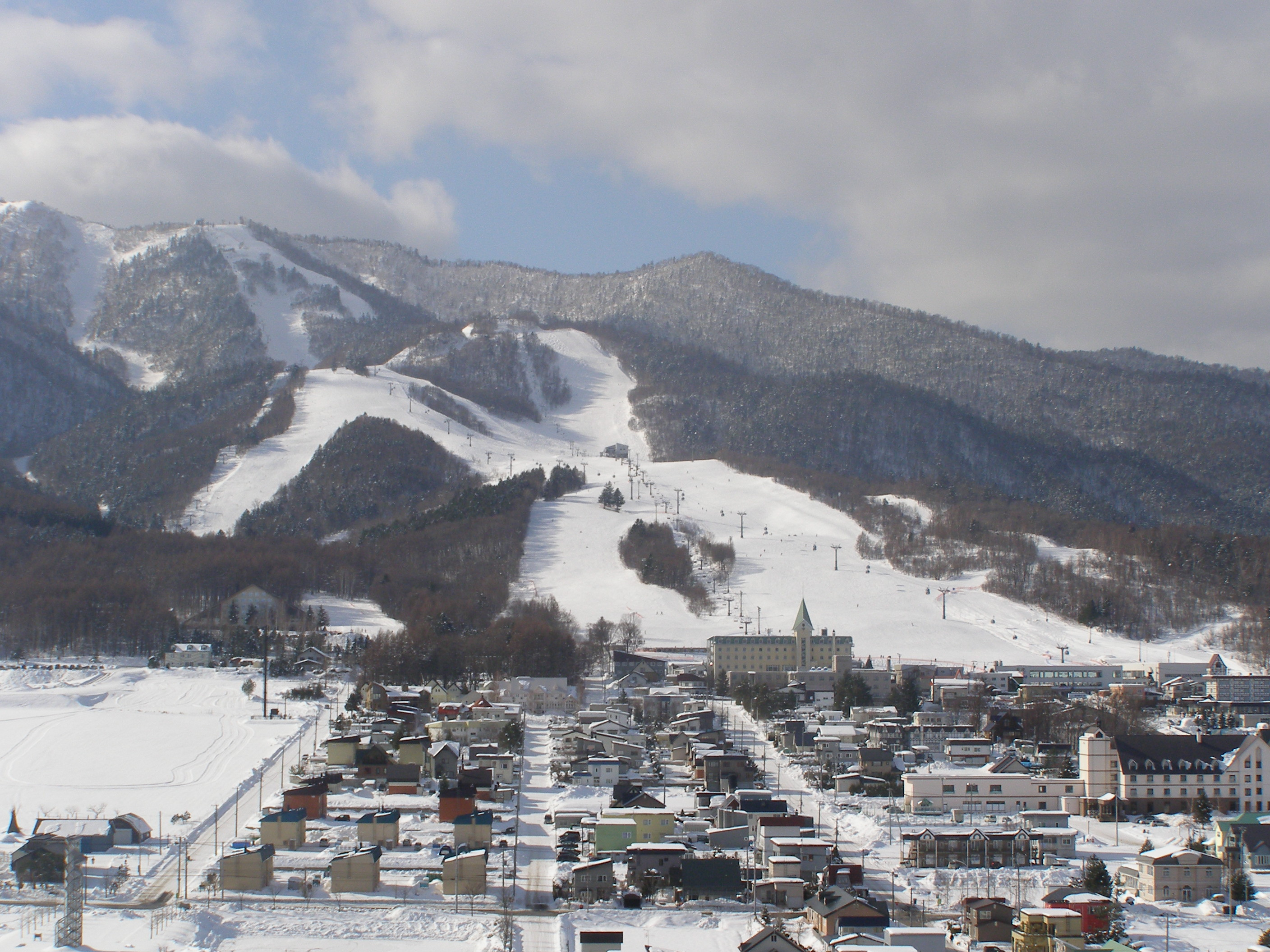
Furano Ski Resort
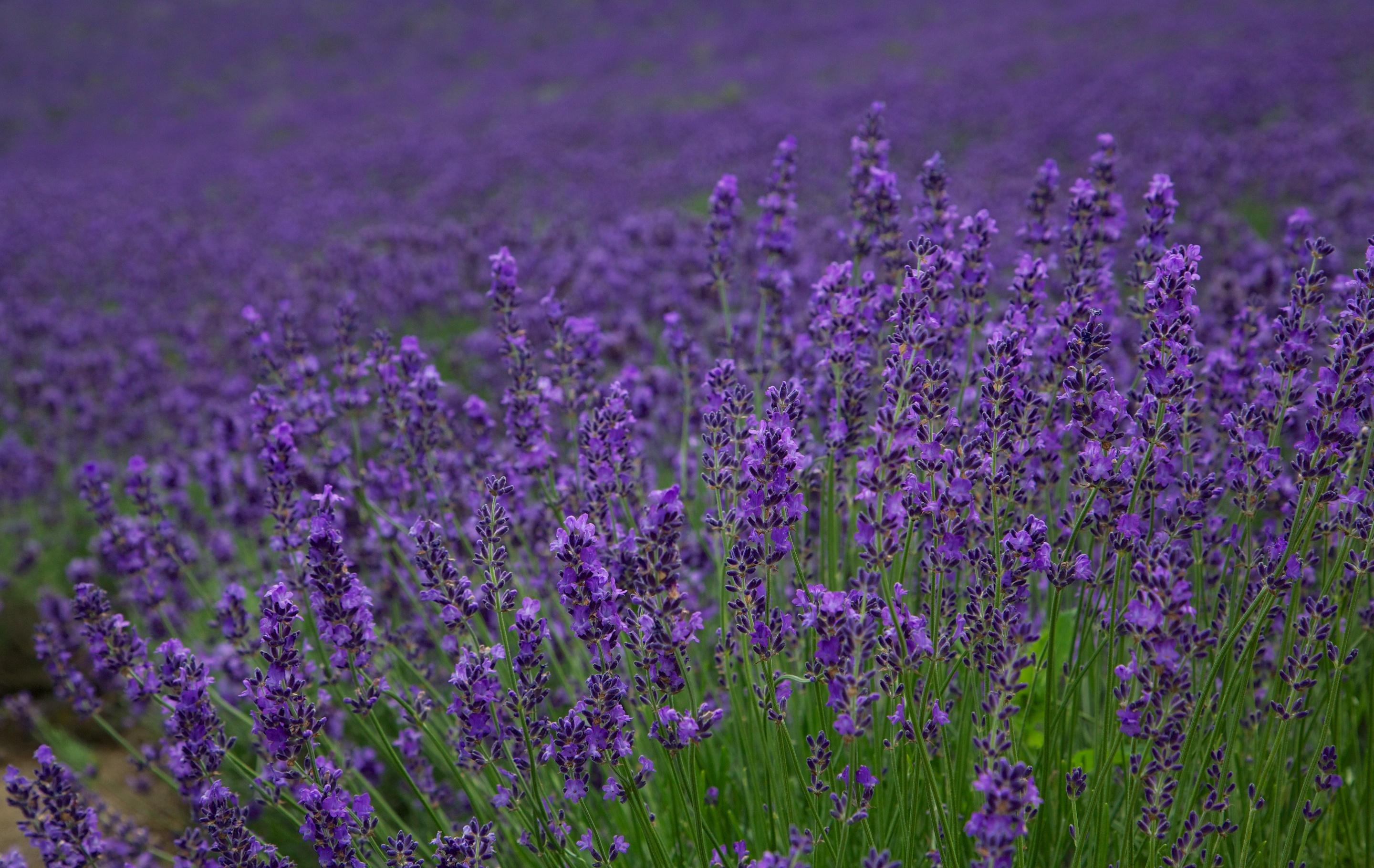
Lavender i Furano